# Campionatul European de Atletism în sală din 2023
A 37-a ediție a Campionatului European de Atletism în sală s-a desfășurat între 2 și 5 martie 2023 la Istanbul, Turcia. Au fost anunțați 593 de atleți din 47 de țări, 301 la masculin și 292 la feminin. Sportivii din Rusia și Belarus au fost excluși din cauza invaziei Rusiei în Ucraina.

## Sală
Probele au avut loc la Ataköy Atletizm Salonu din Istanbul. Acesta a fost construit pentru Campionatul Mondial de Atletism în sală din 2012.

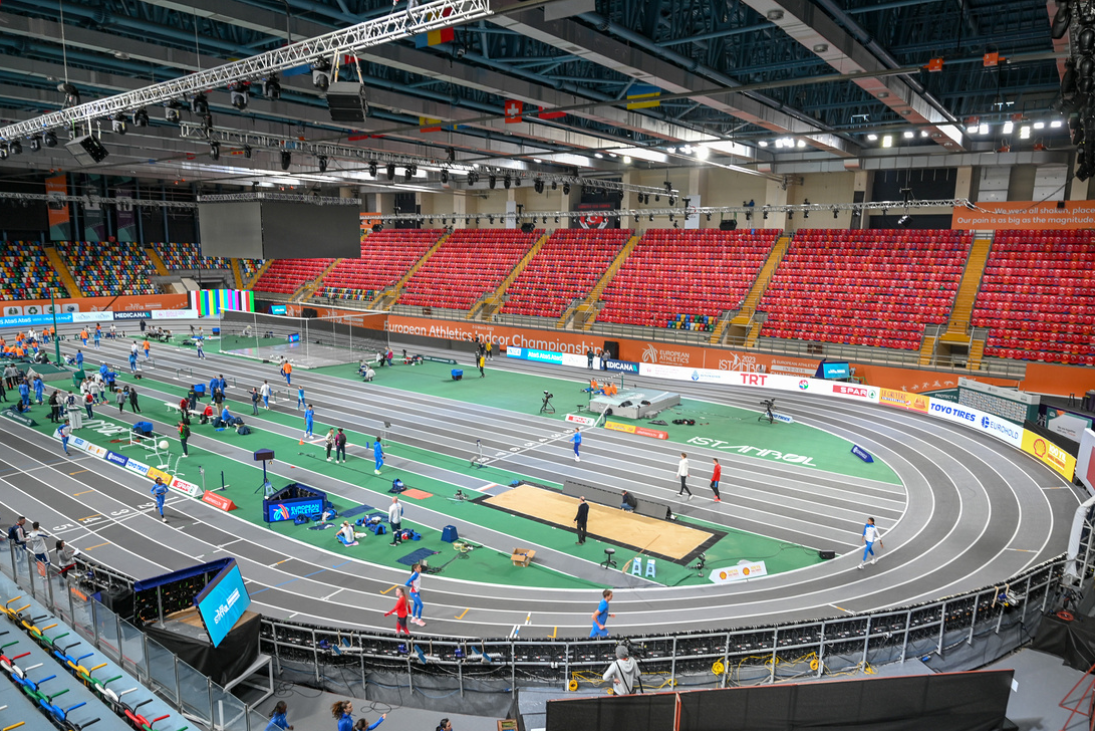
Ataköy Atletizm Salonu
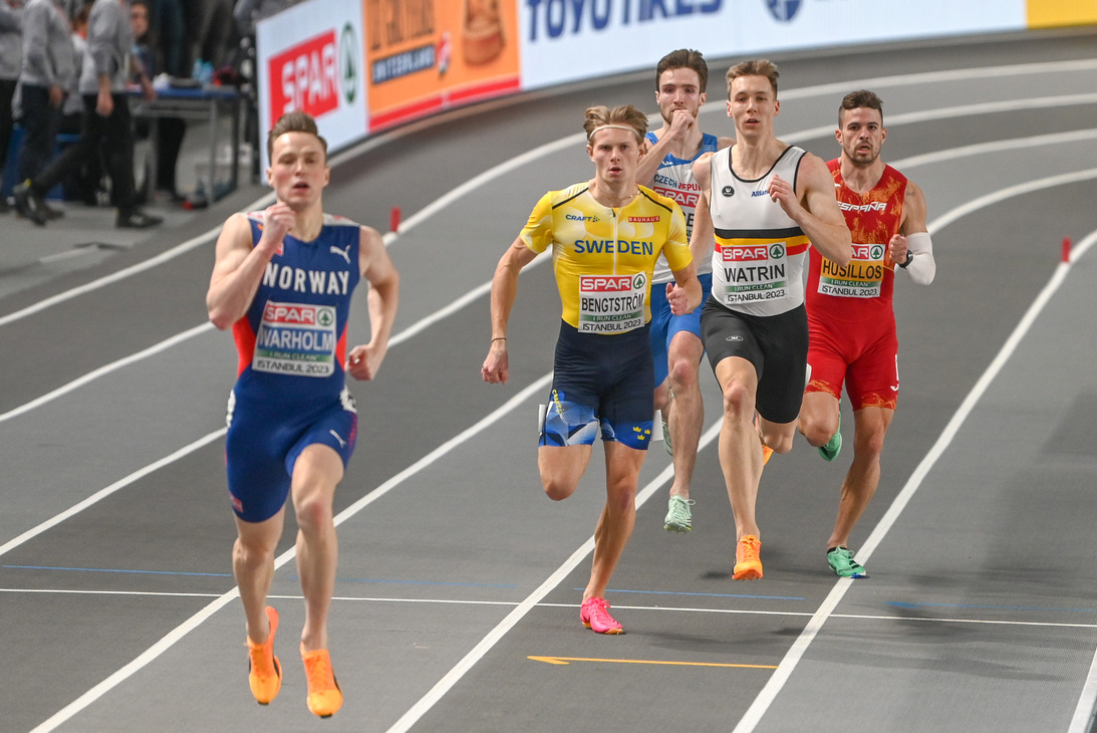
400 m

## Rezultate
RM - record mondial; RE - record european; RC - record al competiției; RN - record național; PB - cea mai bună performanță a carierei

### Masculin
| Event                | Aur                                                                   | Aur        | Argint                                                                  | Argint   | Bronz                                                                           | Bronz    |
| 60 m                 | Samuele Ceccarelli (ITA)                                              | 6,48       | Marcell Jacobs (ITA)                                                    | 6,50     | Henrik Larsson (SWE)                                                            | 6,53 RN  |
| 400 m                | Karsten Warholm (NOR)                                                 | 45,35      | Julien Watrin (BEL)                                                     | 45,44 RN | Carl Bengtström (SWE)                                                           | 45,77    |
| 800 m                | Adrián Ben (ESP)                                                      | 1:47,34    | Benjamin Robert (FRA)                                                   | 1:47,34  | Eliott Crestan (BEL)                                                            | 1:47,65  |
| 1500 m               | Jakob Ingebrigtsen (NOR)                                              | 3:33,95 RC | Neil Gourley (GBR)                                                      | 3:34,23  | Azeddine Habz (FRA)                                                             | 3:35,39  |
| 3000 m               | Jakob Ingebrigtsen (NOR)                                              | 7:40,32 RN | Adel Mechaal (ESP)                                                      | 7:41,75  | Elzan Bibić (SRB)                                                               | 7:44,03  |
| 60 m garduri         | Jason Joseph (SUI)                                                    | 7,41       | Jakub Szymański (POL)                                                   | 7,56     | Just Kwaou-Mathey (FRA)                                                         | 7,59     |
| Ștafetă 4×400 m      | Belgia · Dylan Borlée · Alexander Doom · Kevin Borlée · Julien Watrin | 3:05,83    | Franța Gilles Biron Téo Andant Victor Coroller Muhammad Abdallah Kounta | 3:06,52  | Țările de Jos Isayah Boers Isaya Klein Ikkink Ramsey Angela Liemarvin Bonevacia | 3:06,59  |
| Săritura în înălțime | Douwe Amels (NED)                                                     | 2,31 =RN   | Andrii Proțenko (UKR)                                                   | 2,29     | Thomas Carmoy (BEL)                                                             | 2,29 PB  |
| Săritura cu prăjina  | Sondre Guttormsen (NOR)                                               | 5,80       | Emmanouil Karalis (GRE) Piotr Lisek (POL)                               | 5,80     |                                                                                 |          |
| Săritura în lungime  | Miltiadis Tentoglou (GRE)                                             | 8,30       | Thobias Montler (SWE)                                                   | 8,19     | Gabriel Bitan (ROU)                                                             | 8,00     |
| Triplusalt           | Pedro Pichardo (POR)                                                  | 17,60 RN   | Nikolaos Andrikopoulos (GRE)                                            | 16,58    | Max Heß (GER)                                                                   | 16,57    |
| Aruncarea greutății  | Zane Weir (ITA)                                                       | 22,06 RN   | Tomáš Staněk (CZE)                                                      | 21,90    | Roman Kokoșko (UKR)                                                             | 21,84 RN |
| Heptatlon            | Kevin Mayer (FRA)                                                     | 6,348      | Sander Skotheim (NOR)                                                   | 6,318 RN | Risto Lillemets (EST)                                                           | 6,079    |

* Atletul a participat doar la calificări, dar a primit o medalie.

### Feminin
| Event                | Aur                                                                     | Aur           | Argint                                                                    | Argint     | Bronz                                                                              | Bronz      |
| 60 m                 | Mujinga Kambundji (SUI)                                                 | 7,00 =RC      | Ewa Swoboda (POL)                                                         | 7,09       | Daryll Neita (GBR)                                                                 | 7,12       |
| 400 m                | Femke Bol (NED)                                                         | 49,85         | Lieke Klaver (NED)                                                        | 50,57      | Anna Kiełbasińska (POL)                                                            | 51,25      |
| 800 m                | Keely Hodgkinson (GBR)                                                  | 1:58,66       | Anita Horvat (SLO)                                                        | 2:00,54    | Agnès Raharolahy (FRA)                                                             | 2:00,85    |
| 1500 m               | Laura Muir (GBR)                                                        | 4:03,40       | Claudia Bobocea (ROU)                                                     | 4:03,76 PB | Sofia Ennaoui (POL)                                                                | 4:04,06 PB |
| 3000 m               | Hanna Klein (GER)                                                       | 8:35,87 PB    | Konstanze Klosterhalfen (GER)                                             | 8:36,50    | Melissa Courtney-Bryant (GBR)                                                      | 8:41,19    |
| 60 m garduri         | Reetta Hurske (FIN)                                                     | 7,79 =RN      | Nadine Visser (NED)                                                       | 7,84       | Ditaji Kambundji (SUI)                                                             | 7,91       |
| Ștafetă 4×400 m      | Țările de Jos Lieke Klaver Eveline Saalberg Cathelijn Peeters Femke Bol | 3:25,66 RC RN | Italia Alice Mangione Ayomide Folorunso Anna Polinari Eleonora Marchiando | 3:28,61 RN | Polonia Anna Kiełbasińska Marika Popowicz-Drapała Alicja Wrona-Kutrzepa Anna Pałys | 3:29,31    |
| Săritura în înălțime | Iaroslava Mahucih (UKR)                                                 | 1,98          | Britt Weerman (NED)                                                       | 1,96 =RN   | Katerina Tabașnik (UKR)                                                            | 1,94       |
| Săritura cu prăjina  | Wilma Murto (FIN)                                                       | 4,80 RN       | Tina Šutej (SLO)                                                          | 4,75       | Amálie Švábíková (CZE)                                                             | 4,70       |
| Săritura în lungime  | Jazmin Sawyers (GBR)                                                    | 7,00          | Larissa Iapichino (ITA)                                                   | 6,97 RN    | Ivana Vuleta (SRB)                                                                 | 6,91       |
| Triplusalt           | Tuğba Danışmaz (TUR)                                                    | 14,31 RN      | Dariya Derkach (ITA)                                                      | 14,20      | Patrícia Mamona (POR)                                                              | 14,16      |
| Aruncarea greutății  | Auriol Dongmo (POR)                                                     | 19,76         | Sara Gambetta (GER)                                                       | 18,83      | Fanny Roos (SWE)                                                                   | 18,42      |
| Pentatlon            | Nafissatou Thiam (BEL)                                                  | 5055 RM       | Adrianna Sułek (POL)                                                      | 5014 RN    | Noor Vidts (BEL)                                                                   | 4823       |

* Atleta a participat doar la calificări, dar a primit o medalie.

## Clasament pe medalii

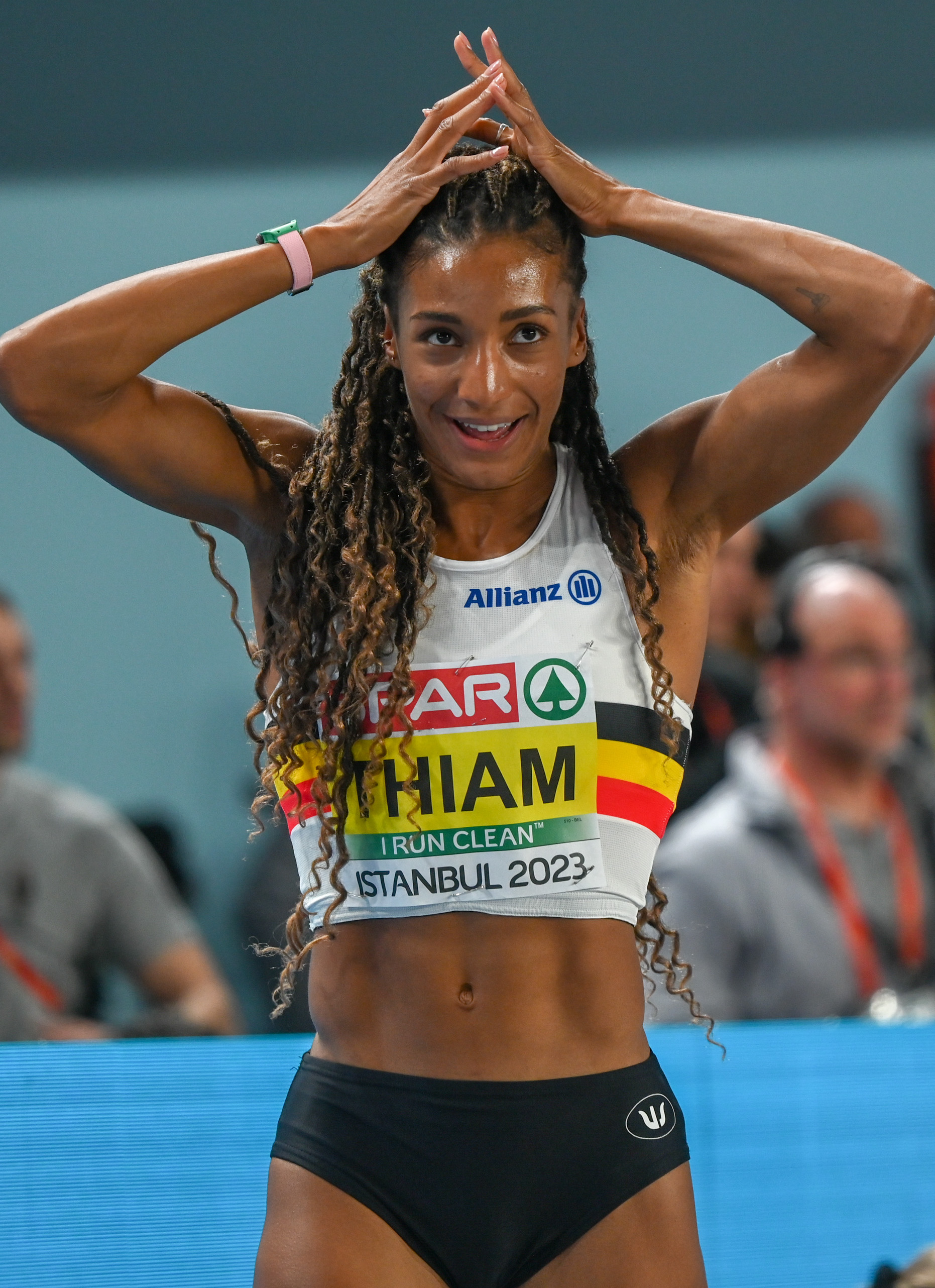
Nafissatou Thiam a stabilit un nou record mondial la pentatlon

| Loc   | Țară          | Aur | Argint | Bronz | Total |
| ----- | ------------- | --- | ------ | ----- | ----- |
| 1     | Norvegia      | 4   | 1      | -     | 5     |
| 2     | Țările de Jos | 3   | 3      | 1     | 7     |
| 3     | Regatul Unit  | 3   | 1      | 2     | 6     |
| 4     | Italia        | 2   | 4      | -     | 6     |
| 5     | Belgia        | 2   | 1      | 3     | 6     |
| 6     | Portugalia    | 2   | -      | 1     | 3     |
| 6     | Elveția       | 2   | -      | 1     | 3     |
| 8     | Finlanda      | 2   | -      | -     | 2     |
| 9     | Franța        | 1   | 2      | 3     | 6     |
| 10    | Germania      | 1   | 2      | 1     | 4     |
| 11    | Grecia        | 1   | 2      | -     | 3     |
| 12    | Ucraina       | 1   | 1      | 2     | 4     |
| 13    | Spania        | 1   | 1      | -     | 2     |
| 14    | Turcia        | 1   | -      | -     | 1     |
| 15    | Polonia       | -   | 4      | 3     | 7     |
| 16    | Slovenia      | -   | 2      | -     | 2     |
| 17    | Suedia        | -   | 1      | 3     | 4     |
| 18    | România       | -   | 1      | 1     | 2     |
| 18    | Cehia         | -   | 1      | 1     | 2     |
| 20    | Serbia        | -   | -      | 2     | 2     |
| 21    | Estonia       | -   | -      | 1     | 1     |
| Total | Total         | 26  | 27     | 25    | 78    |

## Participarea României la campionat
14 atleți (7 la feminin și 7 la masculin) au reprezentat România.
- Claudia Bobocea – 1500 m - locul 2
- Gabriel Bitan – lungime - locul 3
- Alina Rotaru-Kottmann – lungime - locul 5
- Daniela Stanciu – înălțime - locul 7
- Andrei Toader – greutate - locul 9
- Elena Taloș – triplusalt - locul 13
- Florentina Iusco – lungime - locul 14
- Mihai Dringo – 400 m - locul 19
- Cristian Voicu – 800 m - locul 19
- Lenuța Simiuc – 1500 m - locul 21
- Robert Parge – 400 m - locul 24
- Alin Ionuț Anton – 60 m garduri - locul 24
- Cristina Bălan – 800 m - locul 27
- Răzvan Grecu – triplusalt - FR

## Participarea Republicii Moldova la campionat
O atletă a reprezentat Republica Moldova.
- Dimitriana Bezede – greutate - locul 7